# Покровская церковь (Нежин)
Покровская церковь — православный храм и памятник архитектуры национального значения в Нежине.

## История
Постановлением Кабинета Министров УССР от 24.08.1963 № 970 «Про упорядочение дела учёта и охраны памятников архитектуры на территории Украинской ССР» («Про впорядкування справи обліку та охорони пам'ятників архітектури на території Української РСР») присвоен статус памятник архитектуры национального значения с охранным № 829.
Установлена информационная доска.

## Описание
Церковь построена в период 1757-1765 годы в стиле барокко.
Каменный, центрический храм с четырёхлепестковым планом (тетраконх). К кубическому центральному объёму с четырёх сторон примыкают апсиды (выступы полуциркульные в плане), которые ниже от основного объёма. Кубический объём венчается куполом. В середине сохранилась живопись конца XVIII века. В 1-й половине XIX века с западной части пристроена двухъярусная ампирная колокольня со шпилем. Непосредственно восточнее расположена «тёплая» Николаевская церковь.